# Bolbena minor
Bolbena minor är en bönsyrseart som beskrevs av Giglio-tos 1915. Bolbena minor ingår i släktet Bolbena och familjen Iridopterygidae. Inga underarter finns listade i Catalogue of Life.